# Zandhoven
Zandhoven är en kommun i Belgien. Den ligger i provinsen Antwerpen och regionen Flandern, i den centrala delen av landet. Antalet invånare är 12 484. Zandhoven gränsar till Vorselaar, Zoersel, Nijlen, Ranst, Grobbendonk och Malle. 
Omgivningarna runt Zandhoven är en mosaik av jordbruksmark och naturlig växtlighet.